# Klimaatdialoog van Petersberg
De Klimaatdialoog van Petersberg is een reeks jaarlijkse internationale conferenties op ministerieel niveau die als aanzet dienen voor de voorbereiding van de jaarlijkse VN-klimaatconferenties. De informele gespreksronden tussen vertegenwoordigers van geselecteerde staten dienen om mogelijke allianties te verkennen. De dialoog werd op initiatief van Duitsland opgestart na de mislukte Klimaatconferentie van Kopenhagen in 2009 om het klimaatoverleg nieuw leven in te blazen. Aangezien de eerste Klimaatdialoog plaatsvond op de Petersberg bij Bonn, werd de naam voor de daaropvolgende conferenties gehandhaafd, hoewel zij sindsdien in Berlijn zijn gehouden. De conferenties worden gezamenlijk georganiseerd door Duitsland en het gastland van de komende klimaatconferentie. 

## Conferenties
- I: 2-4 mei 2010
- II: 3-4 juli 2011
- III: 16-17 juli 2012
- IV: 4-7 mei 2013
- V: 14-15 juli 2014
- VI 17-19 mei 2015
- VII: 4-5 juli 2016
- VIII: 22-23 mei 2017
- IX: 18-19 juni 2018
- X: 12-14 mei 2019
- XI: 27-28 april 2020
- XII: 6-7 mei 2021
- XIII: 17-19 juli 2022[1]